# 艾克斯昂埃尔尼
艾克斯昂埃尔尼（法語：Aix-en-Ergny）是法国北部-加来海峡大区加来海峡省的一个市镇，属于蒙特勒伊区于克利耶县。该市镇2009年时的人口为189人。

## 人口
艾克斯昂埃尔尼人口变化图示
| 数据来源：INSEE |